# Natale Gabriele Moriondo
Natale Gabriele Moriondo (Torino, 17 dicembre 1870 – Racconigi, 3 gennaio 1946) è stato un arcivescovo cattolico italiano.

## Biografia
Domenicano, fu vescovo di Cuneo durante la prima guerra mondiale. Per il centenario della diocesi di Cuneo nel 1917 promosse una raccolta di materiale per una storia religiosa cuneese. Nel 1922 venne nominato vescovo di Caserta, ufficio che mantenne fino al 5 gennaio 1945, quando fu nominato arcivescovo titolare di Sergiopoli. Morì il 3 gennaio 1946 a Racconigi all'età di 75 anni.

## Genealogia episcopale e successione apostolica
La genealogia episcopale è:
- Cardinale Scipione Rebiba
- Cardinale Giulio Antonio Santori
- Cardinale Girolamo Bernerio, O.P.
- Arcivescovo Galeazzo Sanvitale
- Cardinale Ludovico Ludovisi
- Cardinale Luigi Caetani
- Cardinale Ulderico Carpegna
- Cardinale Paluzzo Paluzzi Altieri degli Albertoni
- Papa Benedetto XIII
- Papa Benedetto XIV
- Papa Clemente XIII
- Cardinale Bernardino Giraud
- Cardinale Alessandro Mattei
- Cardinale Pietro Francesco Galleffi
- Cardinale Giacomo Filippo Fransoni
- Cardinale Carlo Sacconi
- Cardinale Edward Henry Howard
- Cardinale Mariano Rampolla del Tindaro
- Arcivescovo Vincenzo Sardi di Rivisondoli
- Arcivescovo Natale Gabriele Moriondo, O.P.

La successione apostolica è:
- Vescovo Giuseppe Pietro Gagnor, O.P. (1941)